# العلاقات السلوفاكية الكندية
العلاقات السلوفاكية الكندية هي العلاقات الثنائية التي تجمع بين سلوفاكيا وكندا.

## مقارنة بين البلدين
هذه مقارنة عامة ومرجعية للدولتين:
| وجه المقارنة                                              | سلوفاكيا                                                       | كندا                     |
| --------------------------------------------------------- | -------------------------------------------------------------- | ------------------------ |
| المساحة (كم2)                                             | 49.03 ألف                                                      | 9.98 مليون               |
| عدد السكان (نسمة)                                         | 5.44 مليون                                                     | 35.70 مليون              |
| الكثافة السكانية (ن./كم²)                                 | 110.95                                                         | 3.58                     |
| العاصمة                                                   | براتيسلافا                                                     | أوتاوا                   |
| اللغة الرسمية                                             | اللغة السلوفاكية                                               | لغة إنجليزية، لغة فرنسية |
| العملة                                                    | كرونة سلوفاكية، يورو                                           | دولار كندي               |
| الناتج المحلي الإجمالي (بليون دولار)                      | 95.77 مليار                                                    | 1.65 تريليون             |
| الناتج المحلي الإجمالي (تعادل القوة الشرائية) بليون دولار | 162.34 مليار                                                   | 1.59 تريليون             |
| الناتج المحلي الإجمالي الاسمي للفرد دولار أمريكي          | 16.09 ألف                                                      | 43.25 ألف                |
| الناتج المحلي الإجمالي للفرد دولار أمريكي                 | 30.46 ألف                                                      | 45.07 ألف                |
| مؤشر التنمية البشرية                                      | 0.844                                                          | 0.913                    |
| رمز المكالمات الدولي                                      | +421                                                           | +1                       |
| رمز الإنترنت                                              | .sk                                                            | .ca                      |
| المنطقة الزمنية                                           | توقيت وسط أوروبا، ت ع م+01:00، ت ع م+02:00، أوروبا/براتيسلافا ‏ |                          |

## منظمات دولية مشتركة
يشترك البلدان في عضوية مجموعة من المنظمات الدولية، منها:
| علم المنظمة | اسم المنظمة                               | تاريخ انضمام سلوفاكيا | تاريخ انضمام كندا |
| ----------- | ----------------------------------------- | --------------------- | ----------------- |
|             | مؤسسة التنمية الدولية                     | 1993                  | 24 سبتمبر 1960    |
|             | منظمة التعاون الاقتصادي والتنمية          | ?                     | ?                 |
|             | الأمم المتحدة                             | 19 يناير 1993         | 9 نوفمبر 1945     |
|             | منظمة التجارة العالمية                    | ?                     | ?                 |
|             | منظمة الأمن والتعاون في أوروبا            | 1993                  | 25 يونيو 1973     |
|             | وكالة ضمان الاستثمار متعدد الأطراف        | 1993                  | 12 أبريل 1988     |
|             | الوكالة الدولية للطاقة                    | ?                     | ?                 |
|             | اتفاقية السماوات المفتوحة                 | ?                     | ?                 |
|             | حلف شمال الأطلسي                          | 29 مارس 2004          | 4 أبريل 1949      |
|             | منظمة الشرطة الجنائية الدولية             | ?                     | ?                 |
|             | مجموعة أستراليا                           | 1994                  | 1985              |
|             | المركز الدولي لتسوية المنازعات الاستشارية | 26 يونيو 1994         | 1 ديسمبر 2013     |
|             | الاتحاد الدولي للاتصالات                  | 23 فبراير 1993        | 1 يوليو 1908      |
|             | الفريق المعني برصد الأرض                  | ?                     | ?                 |
|             | البنك الدولي للإنشاء والتعمير             | 1993                  | 27 ديسمبر 1945    |
|             | الاتحاد البريدي العالمي                   | ?                     | ?                 |
|             | منظمة حظر الأسلحة الكيميائية              | ?                     | ?                 |
|             | مؤسسة التمويل الدولية                     | 1993                  | 20 يوليو 1956     |
|             | مجموعة الموردين النوويين                  | ?                     | ?                 |
|             | مركز تنسيق الحركة في أوروبا ‏              | ?                     | ?                 |
|             | يونسكو                                    | 9 فبراير 1993         | 4 نوفمبر 1946     |

## أعلام
هذه قائمة لبعض الشخصيات التي تربطها علاقات بالبلدين:
- ادريان كان (لاعب كرة قدم كندي، 19 سبتمبر 1980[22] – )
- تايلور هال (لاعب هوكي جليد كندي، 14 نوفمبر 1991 – )
- توني رومان (سياسي كندي، 17 يناير 1936 – 30 أكتوبر 1992)
- ليزا جاكوب (ممثلة كندية، 27 ديسمبر 1978 – )

## وصلات خارجية
- موقع وزارة الخارجية السلوفاكية
- موقع وزارة الخارجية الكندية